# Teich östlich Oberreinbach
Teich östlich Oberreinbach este o arie protejată (arie specială de conservare — SAC, sit de importanță comunitară — SCI) din Germania întinsă pe o suprafață de 2,11 ha, integral pe uscat.

## Localizare
Centrul sitului Teich östlich Oberreinbach este situat la coordonatele 49°33′28″N 11°39′44″E / 49.5578°N 11.6622°E.

## Înființare
Situl Teich östlich Oberreinbach a fost declarat sit de importanță comunitară în noiembrie 2004 pentru a proteja 1 specie de animale. Situl a fost protejat și ca arie specială de conservare în aprilie 2016.

## Biodiversitate
Situată în ecoregiunea continentală, aria protejată nu include niciun habitat protejat.
La baza desemnării sitului se află o specie protejată de  amfibieni: triton cu creastă (Triturus cristatus).